# Acid techno
Acid techno is een subgenre van de techno, die uit acid house voortkomt. Deze stijl wordt geproduceerd met specifieke instrumenten, vaak van het gerenommeerde Roland. Voor de bas wordt vaak een Roland TB-303 gebruikt, voor percussie een Roland TR-909 of TR-808. Deze apparatuur wordt manueel ingesteld en het typische acidgeluid verkrijgt men door parameters in extremen te zetten of te manipuleren (tweaking).

## Belangrijke artiesten
- Aphex Twin
- Plastikman
- Dave Clarke
- Miss Djax
- Luke Vibert
- Ceephax Acid Crew
- Martin Damm
- Mike Ink
- Rob Acid
- Brixton
- Hardfloor
- DJ Darkzone
- Jon the Dentist
- Ant
- Spiral Tribe
- Emmanuel Top
- Kai Tracid
- Chris Liberator
- Venetian Snares
- Reinier Zonneveld